# Yoriko Okamoto
Yoriko Okamoto, född 6 september 1971 i Kadoma, Osaka prefektur, Japan, är en före detta japansk taekwondoutövare och den första utövaren som blev OS-medaljör, då hon vann bronsmedalj i de olympiska sommarspelen i Sydney 2000.
Efter att ha tränat karate vid 12-årsåldern, deltog hon i Wasedauniversitetet i Tokyo. Okamoto tillbringade sina yngre år utlandsstudier i University of Oregon i USA, där hon lärde sig taekwondo.